# Elmo (Utah)
Elmo város az USA Utah államában, Emery megyében. Lakosainak száma 405 fő (2020. április 1.).

## Népesség
A település népességének változása:

| 2010 | 418 |
| 2020 | 405 |